# Cantagiro 2008

## Elenco dei brani partecipanti alla finale

### GIRONE A - Big (non c'è classifica)
- Massimo Di Cataldo
- Tony Maiello
- Ivan Cattaneo
- Serafino
- Alessia Forciniti
- Matia Bazar
- Edoardo Vianello
- Gianni Dei
- Irene Fargo
- Paola & Chiara
- Ilaria Porceddu
- Rosario Di Bella
- Luca Barbarossa
- Puravida
- Mauro Masè
- Afo4
- Paolo Vallesi
- Jackson Just
- Tazenda
- Wess
- Jimmy Fontana
- Stefania Orlando
- Cecilia Gale
- Gianni Nazzaro
- I cugini di campagna

### GIRONE B - Giovani sezione Inediti
- Yavanna - Che spettacolo
- Sismica - Erotica
- Loredana Errore - Volo insoluto
- Skarafunia - Che giornata ventosa
- Art Studio - Internet Cafè
- D-Stefano - Maggiolone Rosso
- Fabiola - Vado via
- Francesco Spiriti - Il sapore di te

### GIRONE C - Giovani sezione Cover
- Katya Miceli - Je t'aime
- Rossella Mummolo - Adagio
- Marta Scaramelli - Cambiare
- Lisa Cambi - La voce del silenzio